# Struer
Struer és una ciutat danesa de la península de Jutlàndia, és la capital del municipi de Struer que forma part de la regió de Midtjylland, ambdós creats l'1 de gener del 2007 com a part d'una reforma territorial. Es troba al sud-oest del Venø Bugt que forma part del complex del Limfjord i té un port esportiu prop del centre de la ciutat que a l'estiu és molt popular entre els turistes.
Struer és especialment coneguda per acollir l'empresa d'electrònica Bang & Olufsen, de fama mundial i que dona feina a 2.500 persones, més de la cinquena part dels residents de la ciutat. També és famosa pel Struer Museum (iniciat pel poeta Johannes Buchholtz).
La ciutat de Holstebro ha tingut un paper important en el desenvolupament de Struer, entre 1854 i 1855 va construir el port i més tard, el 1866 un enllaç ferroviari entre Struer i Holstebro unit a la línia fèrria entre Århus i Randers. Després de l'arribada del ferrocarril la vila va créixer ràpidament.